# ソ連名誉試験操縦士
ソ連名誉試験操縦士（ソれんめいよしけんそうじゅうし、ロシア語: Заслуженный лётчик-испытатель СССР）は、ソビエト連邦の栄誉称号。

## 概要
1958年8月14日、ソビエト連邦最高会議によって制定された。ソ連名誉試験操縦士は、一般の航空会社や国防省に務め、試験飛行や新たな航空技術に於ける創造的成果を数年にわたって上げた者が受賞対象となった。
受賞者の選定は、ソビエト連邦最高会議幹部会が国防省もしくは航空産業省からの推薦に基づいて行っていた。
ソ連名誉試験操縦士の称号受賞者には記章も贈られており、佩用する際は右胸上部、他の勲章よりも上に配置する。

## 主な受賞者
- ユーリイ・アブラモーヴィチ（ロシア語版）
- トクタル・アウバキロフ
- アメト＝ハン・スルタン
- イゴール・ボルク
- ユーリイ・ガルナエフ（ロシア語版）
- ウラジーミル・イリューシン
- ウラジーミル・コキナキ（ロシア語版）